# World 1-1

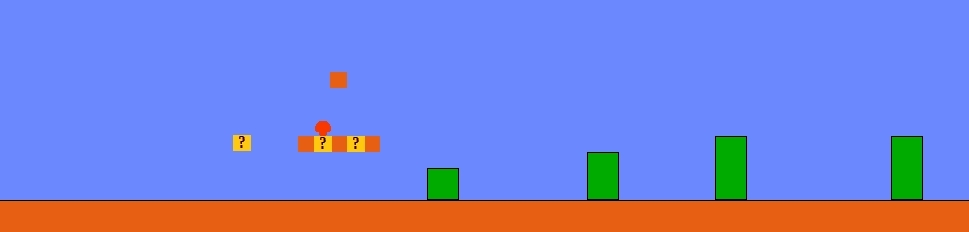

World 1-1는 패밀리 컴퓨터의 1985년 게임 슈퍼 마리오브라더스의 첫 번째 레벨이다. 이 레벨은 미야모토 시게루가 새로운 플레이어를 위한 튜토리얼 레벨로 설계하였으며 플랫폼 점프 부분에 맞춰져 있다. 이 레벨은 가장 상징적인 비디오 게임 레벨 중 하나이며 많이 모방되고 패러디되었다.

## 같이 보기
- 슈퍼 마리오브라더스 테마곡
- 그린 힐 존